# 원탁의 기사 이야기
원탁의 기사 이야기는 토에이 애니메이션이 제작한 TV 애니메이션 시리즈이다. 아서왕 이야기를 바탕으로 한다. 1979년 9월 9일부터 1980년 3월 3일까지 후지 TV에서 총 30화로 방영되었다.
대한민국에서는 1980년에 KBS에서 방영되었다.

## 줄거리
아서 왕자가 아기일때, 그의 아버지 우서 펜그래곤이 카멜롯을 통치한다. 카멜롯을 정복하려는 또다른 왕인 라비크가 성을 정복한다. 아서는 멀린의 구원을 받아 기사를 보내게 된다. 수년동안 기사는 아서를 자신의 아들로 키우게 된다.

## 등장인물
- 아서
- 펠리노어
- 구이네버
- 카이
- 트리스탄
- 파인
- 갤러해드
- 란슬롯
- 루비크
- 라비크
- 퍼시벌
- 가스터
- 엑터
- 론기너스
- 보호드
- 멀린
- 유젤
- 우서